# Илания
Илания (ивр. אילניה‎) — мошав на севере Израиля, в Нижней Галилее. Входит в региональный совет Ха-Галиль-ха-Тахтон.

## История

### Византийский период
В период Талмуда и Мишны на близлежащих холмах был расположен еврейский город.

### Сионистские поселения
Сельскохозяйственная колония Сежера, позднее названная Илания, была основана в 1900—1902 годах на землях, купленных в 1899 году на средства барона Эдмонда Джеймса де Ротшильда и переданных в управление Еврейскому колонизационному обществу (JCA / ICA). Первыми поселенцами здесь были жители Цфата, группы иммигрантов из Курдистана и восемь семей субботников, русских крестьян, принявших иудаизм, в том числе, члены семьи Дубровин.
Небольшое поселение, основанное JCA, имело две секции, колонию издольщиков для более опытных фермеров и учебную ферму для неквалифицированных рабочих. Первая колония состояла из короткой улицы с частными домами по обеим сторонам; впереди дома имелся садовый участок, а на задах — хозяйственные постройки.
Учебная ферма располагалась немного выше по склону. Она представляла собой двор, огороженный стеной, в котором находилось общежитие с отдельными комнатами для рабочих. Общая концепция исходила от официального представителя Еврейского колонизационного общества Хаима Маргалиота-Калварийского. Цель колонизационного общества состояла в том, чтобы помочь заселить землю еврейскими фермерами-профессионалами, а сельское хозяйство считалось главной деятельностью поселенцев как с экономической, так и с моральной точек зрения. Руководители JCA, находившиеся в центре организации, в Париже, не желали, чтобы их проект был благотворительным, как это происходило в поселениях, которые курировал барон Эдмон де Ротшильд. Они ожидали, что учебная ферма будет самодостаточной и станет приносить прибыль. Когда этого не произошло, в 1901 году они заменили Кальварийского на молодого агронома Элиягу Краузе. Поскольку ферма оставалась убыточной, то в 1906 году JCA начала процесс сокращения административной учебной фермы и постепенной передачи выделенных ей земель акционерам.
В 1907—1908 годах была заключена договоренность с социалистической коммуной во главе с Маней Вильбушевич и Исраэлем Шохатом на автономное управление фермой в течение одного года без административного вмешательства. Маня Вильбушевич получила поддержку Иехошуа Ханкина, который привел Элиагу Краузе для разработки оперативного плана. Восемнадцать членов общины, юноши и девушки из Седжеры и других мест в Палестине, которым помогли многие сочувствующие, впервые смогли получить прибыль и обеспечить постоянную занятость для всех работников Седжеры (с побочным эффектом, который наблюдается за пределами арабских работников). были больше не нужны), а также пионером полного равенства для женщин. Наряду с их работой в сельском хозяйстве проводились ежедневные образовательные встречи, на которых они изучали иврит у молодого Давида Грина, будущего премьер-министра Израиля Давида Бен-Гуриона, арабский язык у местного сельского жителя-араба, социалистическую теорию у Мани Вилбушевич и последние новости у Израиля Шохата. Негласно группа использовала Седжеру для обучения недавно созданной еврейской организации самообороны Бар-Гиора, которая в конечном счете заместила черкесов и арабов, как охраников в Седжере и в других еврейских поселениях по соседству. Маня Вилбушевич и Исраэль Шохат поженились в Седжере в 1908 году.
Несмотря на экономический успех, JCA не возобновил соглашение с социалистической коммуной в конце годичного эксперимента. Взяв одно из наименее прибыльных ранчо на земле и сделав его прибыльным, Маня Шохат показала, что её идеи для коллективного коллектива могут работать. Эта первая хорошо организованная социалистическо-сионистская коммуна в Палестине считается важным предшественником движения кибуца и одним из ядерных поселений евреев в Палестине.

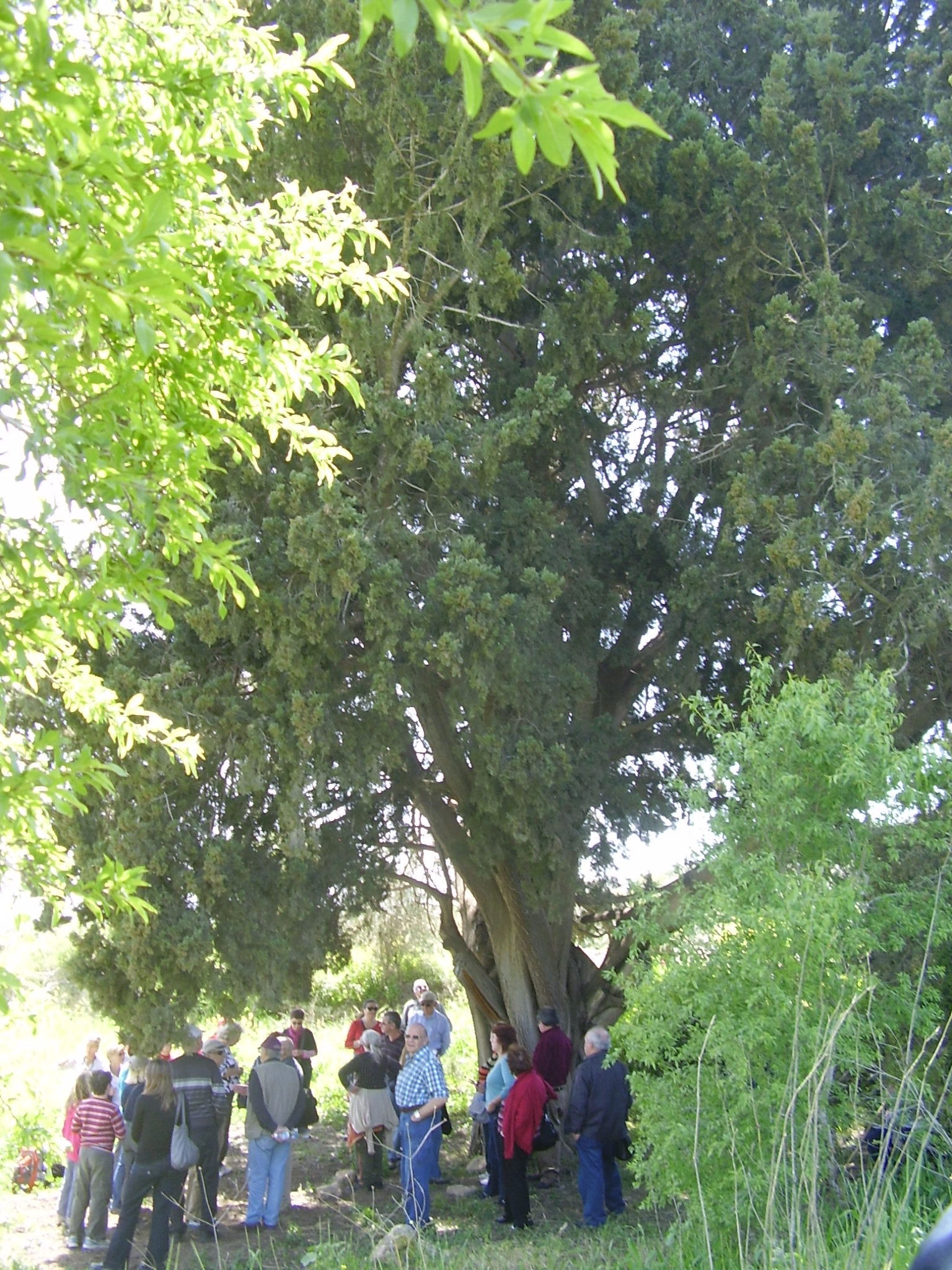
Исторический кипарис в Седжере

К 1912—1913 гг. учебная ферма была закрыта, а её земля была перераспределена среди пайщиков или продана еврейской плантационной компании. Тем не менее, после более чем десятилетия обучения основным навыкам сельскохозяйственных рабочих и объединения нескольких ведущих пионеров Первой и Второй алии, которые будут заниматься созданием инфраструктуры до-государственного сионистского общества, можно сказать, что хозяйство чтобы играть существенную роль в сионистском предприятии.
Во время арабо-израильской войны 1948 года арабская армия, возглавляемая Фаузи аль-Кавуджи несколько раз совершала налёты на деревню. Большинство еврейских жителей временно покинули это место, а остальные приняли участие в боевых действиях. К 1949 году поселение расширилось и включило территорию соседней палестинской арабской деревни Аль-Шаджара, которая во время войны обезлюдела.
В какой-то момент Илания стала мошавой.

## Население
По данным Центрального статистического бюро Израиля, население на начало 2020 года составляло 490 человек.

## Достопримечательности
Илания и ферма Седжера входят в список музейных территорий. Некоторые интересные места — старая школа, основанная в 1922 году; миква тахара в могильном гроте; дом Нафтали Фабриканта, ныне библиотечно-образовательный центр; и руины синагоги византийской эпохи.

## Известные жители
- Давид Бен Гурион[5]